# Mercedes Alonso Frayle
Mercedes Alonso Frayle (Bilbao, 27 de mayo de 1963) es una diplomática española. Es embajadora de España en la República de Singapur (desde 2022).

## Carrera diplomática
Nació en Bilbao. Tras licenciarse en Derecho y diplomarse en Economía en la Universidad de Deusto, completó su formación universitaria con un Diploma de Altos Estudios Europeos del Colegio de Europa (Brujas) especializándose en Derecho Comunitario, e ingresó en la Escuela Diplomática (1988).
Ha estado destinada en las Embajadas de España en: Viena (Austria), Dakar (Senegal), Ciudad de Panamá (Panamá) y Brasilia (Brasil). También, ha sido cónsul adjunta en Londres y cónsul general en Manila y Düsseldorf.
En el Ministerio de Asuntos Exteriores, Unión Europea y Cooperación - MAEUEC (Madrid) ha sido: directora adjunta del Gabinete Técnico del Subsecretario de Asuntos Exteriores y Cooperación;  asesora del secretario de Asuntos Exteriores; y subdirectora general de Organismos Internacionales. Y en el Ministerio de Agricultura, Pesca y Alimentación fue subdirectora general de Acuerdos y Organizaciones Regionales de Pesca.
Desde julio de 2022 ejerce como embajadora de España en Singapur (República de Singapur).